# Гофониил
Гофонии́л (ивр. עָתְנִיאֵל בֶּן קְנַז‎, Отниэль бен Кназ) — первый из числа судей Израильских. Был сыном Кеназа, младшего брата Халева. Он взял город Кириаф-Сефер и за это получил, как награду, в жены дочь Халева Ахсу (Нав. 15:16-17, Суд. 1:13).
Его имя означает «лев Божий».
После смерти Иисуса Навина, вероятно, по прошествии 17 лет, израильтяне, переженившись на дочерях Хананейских, впали в идолопоклонство и были наказаны за то восьмилетним притеснением со стороны царя месопотамского (в оригинале место, где он царствовал, названо Арам-Нахараим) Хусарсафема (Кушан-Ришатаима). После, вследствие их раскаяния, Господь воздвигнул им спасителя в лице Гофониила.

 На нем был Дух Господень, и был он судьею Израиля. Он вышел на войну, и предал Господь в руки его Хусарсафема (Кушан Ришъатаим), царя Месопотамского, и преодолела рука его Хусарсафема. И покоилась земля сорок лет. И умер Гофониил, сын Кеназа.
— Суд. 3:10-11
В Первой книге Паралипоменон указано, что сына Гофониила звали Хафаф (1Пар. 4:13). Место погребения находится в Хевроне.